# Blei(II)-tantalat
Blei(II)-tantalat ist eine anorganische chemische Verbindung des Bleis aus der Gruppe der Tantalate.

## Gewinnung und Darstellung
Blei(II)-tantalat kann durch Reaktion von Silber- oder Natriumtantalat mit Blei(II)-chlorid gewonnen werden.

## Eigenschaften
Blei(II)-tantalat ist ein ferroelektrischer Feststoff, der praktisch unlöslich in Wasser ist. Er besitzt eine orthorhombische Kristallstruktur mit der Raumgruppe Amm2 (Raumgruppen-Nr. 38).